# Gernot Jurtin
Gernot Jurtin (ur. 9 października 1955 w Scheifling, zm. 5 grudnia 2006 w Altenmarkt im Pongau) – piłkarz austriacki grający na pozycji napastnika.

## Kariera klubowa
Całą swoją karierę piłkarską Jurtin spędził w klubie Sturm Graz. W sezonie 1974/1975 zadebiutował w jego barwach w austriackiej Bundeslidze za trenerskiej kadencji Karla Schlechty i od czasu debiutu był podstawowym zawodnikiem Sturmu. W sezonie 1980/1981 wywalczył ze Sturmem wicemistrzostwo Austrii, a z 19 golami został królem strzelców ligi. W latach 1975, 1979, 1982 i 1984 wraz z klubem z Grazu dochodził do ćwierćfinałów Pucharu UEFA. Karierę piłkarską zakończył w 1987 roku. W barwach Sturmu rozegrał 373 mecze i strzelił 119 goli w rozgrywkach ligowych.
5 grudnia 2006 Jurtin zmarł na raka.
| Sezon   | Klub       | Kraj    | Rozgrywki  | Mecze | Bramki |
| ------- | ---------- | ------- | ---------- | ----- | ------ |
| 1974/75 | Sturm Graz | Austria | Bundesliga | 30    | 7      |
| 1975/76 | Sturm Graz | Austria | Bundesliga | 27    | 5      |
| 1976/77 | Sturm Graz | Austria | Bundesliga | 36    | 8      |
| 1977/78 | Sturm Graz | Austria | Bundesliga | 34    | 10     |
| 1978/79 | Sturm Graz | Austria | Bundesliga | 35    | 18     |
| 1979/80 | Sturm Graz | Austria | Bundesliga | 35    | 13     |
| 1980/81 | Sturm Graz | Austria | Bundesliga | 34    | 19     |
| 1981/82 | Sturm Graz | Austria | Bundesliga | 25    | 7      |
| 1982/83 | Sturm Graz | Austria | Bundesliga | 30    | 8      |
| 1983/84 | Sturm Graz | Austria | Bundesliga | 25    | 6      |
| 1984/85 | Sturm Graz | Austria | Bundesliga | 23    | 3      |
| 1985/86 | Sturm Graz | Austria | Bundesliga | 28    | 10     |
| 1986/87 | Sturm Graz | Austria | Bundesliga | 16    | 2      |

## Kariera reprezentacyjna
W reprezentacji Austrii Jurtin zadebiutował 13 czerwca 1979 w wygranym 4:3 towarzyskim spotkaniu z Anglią. W 1982 roku był w kadrze Austrii na Mundialu w Hiszpanii. Na tym turnieju zagrał we 2 meczach: z Chile (1:0) i z Irlandią Północną (2:2). Od 1979 do 1983 roku rozegrał w kadrze narodowej 12 meczów i strzelił jednego gola.